# Estônia nos Jogos Olímpicos de Inverno de 2018
A Estônia participou dos Jogos Olímpicos de Inverno de 2018, realizados na cidade de Pyeongchang, na Coreia do Sul.
O país fez sua décima aparição em Olimpíadas de Inverno, sendo que participa regularmente desde os Jogos de 1992, em Albertville. Sua delegação foi composta por 22 atletas que competiram em seis esportes.

## Desempenho

### Biatlo
Feminino
| Atleta           | Evento      | Final   | Final       | Final   |
| Atleta           | Evento      | Tempo   | Penalidades | Posição |
| ---------------- | ----------- | ------- | ----------- | ------- |
| Johanna Talihärm | Velocidade  | 22:27.0 | 1 (0+1)     | 22º     |
| Johanna Talihärm | Perseguição | 33:34.7 | 4 (0+1+2+1) | 26º     |
| Johanna Talihärm | Individual  | 46:44.0 | 3 (1+2+0+0) | 50º     |

Masculino
| Atleta                                             | Evento      | Final     | Final       | Final   |
| Atleta                                             | Evento      | Tempo     | Penalidades | Posição |
| -------------------------------------------------- | ----------- | --------- | ----------- | ------- |
| Kalev Ermits                                       | Velocidade  | 25:07.2   | 2 (2+0)     | 36º     |
| Kalev Ermits                                       | Perseguição | 37:43.0   | 6 (1+3+0+2) | 41º     |
| Kalev Ermits                                       | Individual  | 51:43.6   | 2 (1+0+1+0) | 32º     |
| Kauri Kõiv                                         | Velocidade  | 26:23.3   | 3 (2+1)     | 76º     |
| Kauri Kõiv                                         | Individual  | 54:36.4   | 3 (0+0+0+3) | 68º     |
| Roland Lessing                                     | Velocidade  | 25:19.7   | 2 (1+1)     | 41º     |
| Roland Lessing                                     | Perseguição | 38:54.4   | 7 (2+1+3+1) | 53º     |
| Roland Lessing                                     | Individual  | 54:46.0   | 4 (0+1+2+1) | 70º     |
| Rene Zahkna                                        | Velocidade  | 26:19.9   | 3 (1+2)     | 75º     |
| Rene Zahkna                                        | Individual  | 54:20.1   | 4 (1+1+1+1) | 65º     |
| Rene Zahkna Kalev Ermits Roland Lessing Kauri Kõiv | Revezamento | 1:22:26.4 | 18 (3+15)   | 13º     |

### Combinado nórdico
| Kristjan Ilves      | Individual pista normal | 112.8 | 9º  | +1:11 | 27:03.3 | 16º |
| Kristjan Ilves      | Individual pista longa  | 114.0 | 16º | +1:40 | 27:08.3 | 28º |
| Karl-August Tiirmaa | Individual pista normal | 68.9  | 43º | +4:07 | 30:05.2 | 43º |
| Karl-August Tiirmaa | Individual pista longa  | 89.3  | 34º | +3:18 | 30:02.0 | 45º |

### Esqui alpino
Feminino
| Atleta            | Evento         | Descida 1 | Descida 2 | Total   | Pos. |
| ----------------- | -------------- | --------- | --------- | ------- | ---- |
| Anna Lotta Jõgeva | Slalom         | 1:00.90   | 59.61     | 2:00.51 | 48º  |
| Anna Lotta Jõgeva | Slalom gigante | DNF       | DNF       | DNF     | DNF  |

Masculino
| Atleta       | Evento         | Descida 1 | Descida 2 | Total   | Pos. |
| ------------ | -------------- | --------- | --------- | ------- | ---- |
| Tormis Laine | Slalom         | DNF       | DNF       | DNF     | DNF  |
| Tormis Laine | Slalom gigante | 1:15.70   | 1:15.18   | 2:30.88 | 40º  |

### Esqui cross-country
Feminino
| Atleta          | Evento                | Qualificatória   | Qualificatória | Quartas       | Quartas     | Semifinal   | Semifinal   | Final       | Final       |
| Atleta          | Evento                | Tempo            | Pos.           | Tempo         | Pos.        | Tempo       | Pos.        | Tempo       | Pos.        |
| --------------- | --------------------- | ---------------- | -------------- | ------------- | ----------- | ----------- | ----------- | ----------- | ----------- |
| Tatjana Mannima | 10 km livre           |                  |                |               |             |             |             | 28:37.0     | 50º         |
| Tatjana Mannima | 15 km skiathlon       | Clássico 24:29.4 | 58º            | Livre 21:37.1 | 53º         |             |             | 46:41.7     | 56º         |
| Tatjana Mannima | 30 km clássico        |                  |                |               |             |             |             | 1:34:27.7   | 28º         |
| Tatjana Mannima | Velocidade individual | 3:28.57          | 39º            | Não avançou   | Não avançou | Não avançou | Não avançou | Não avançou | Não avançou |

Masculino
| Algo Kärp                                              | 50 km clássico         |                  |     |               |             |             |             | 2:13:45.7   | 17º         |             |             |
| Marko Kilp                                             | Velocidade individual  | 3:15.05          | 15º | 3:12.00       | 4º          | Não avançou | Não avançou | Não avançou | Não avançou | Não avançou | Não avançou |
| Raido Ränkel                                           | 15 km livre            |                  |     |               |             |             |             | 37:21.9     | 59º         |             |             |
| Raido Ränkel                                           | Velocidade individual  | 3:17.88          | 31º | Não avançou   | Não avançou | Não avançou | Não avançou | Não avançou | Não avançou |             |             |
| Karel Tammjärv                                         | 15 km livre            |                  |     |               |             |             |             | 35:29.4     | 22º         |             |             |
| Karel Tammjärv                                         | 30 km skiathlon        | Clássico 41:56.6 | 35º | Livre 36:52.4 | 31º         |             |             | 1:19:25.2   | 32º         |             |             |
| Karel Tammjärv                                         | Velocidade individual  | 3:22.68          | 52º | Não avançou   | Não avançou | Não avançou | Não avançou | Não avançou | Não avançou |             |             |
| Andreas Veerpalu                                       | 15 km livre            |                  |     |               |             |             |             | 37:16.2     | 58º         |             |             |
| Andreas Veerpalu                                       | 30 km skiathlon        | Clássico 43:03.9 | 47º | Livre 38:33.6 | 47º         |             |             | 1:22:11.4   | 47º         |             |             |
| Andreas Veerpalu                                       | 50 km clássico         |                  |     |               |             |             |             | 2:21:13.2   | 38º         |             |             |
| Marko Kilp Karel Tammjärv                              | Velocidade por equipes |                  |     |               |             | 16:30.30    | 9º          | Não avançou | Não avançou |             |             |
| Andreas Veerpalu Algo Kärp Karel Tammjärv Raido Ränkel | Revezamento 4x10 km    |                  |     |               |             |             |             | 1:38:21.7   | 12º         |             |             |

### Patinação de velocidade
Feminino
| Atleta         | Evento           | Semifinal | Semifinal | Semifinal | Final  | Final   | Final |
| Atleta         | Evento           | Pontos    | Tempo     | Pos.      | Pontos | Tempo   | Pos.  |
| -------------- | ---------------- | --------- | --------- | --------- | ------ | ------- | ----- |
| Saskia Alusalu | Largada coletiva | 3         | 8:35.59   | 7º        | 15     | 8:47.46 | 4º    |

Masculino
| Atleta      | Evento | Final   | Final |
| Atleta      | Evento | Tempo   | Pos.  |
| ----------- | ------ | ------- | ----- |
| Marten Liiv | 1000 m | 1:09.75 | 18º   |
| Marten Liiv | 1500 m | 1:50.23 | 33º   |

### Salto de esqui
Masculino
| Atleta        | Evento                  | Preliminar | Preliminar | 1ª rodada   | 1ª rodada   | Final       | Final       | Final       |             |             |
| Atleta        | Evento                  | Pontos     | Pos.       | Pontos      | Pos.        | Pontos      | Total       | Pos.        |             |             |
| ------------- | ----------------------- | ---------- | ---------- | ----------- | ----------- | ----------- | ----------- | ----------- | ----------- | ----------- |
| Artti Aigro   | Pista normal individual | 80.0       | 55º        | Não avançou | Não avançou | Não avançou | Não avançou | Não avançou |             |             |
| Artti Aigro   | Pista longa individual  | 86.8       | 39º        | 79.4        | 48º         | Não avançou | Não avançou | Não avançou |             |             |
| Kevin Maltsev | Pista normal individual | 74.2       | 56º        | Não avançou | Não avançou | Não avançou | Não avançou | Não avançou |             |             |
| Kevin Maltsev | Pista longa individual  | DSQ        | DSQ        | DSQ         | DSQ         | Não avançou | Não avançou | Não avançou | Não avançou | Não avançou |
| Martti Nõmme  | Pista normal individual | 88.2       | 48º        | 73.8        | 47º         | Não avançou | Não avançou | Não avançou |             |             |
| Martti Nõmme  | Pista longa individual  | 77.2       | 44º        | 96.5        | 43º         | Não avançou | Não avançou | Não avançou |             |             |

Legenda
| Recorde mundial      | Recorde mundial (World record)               |                       | Recorde africano                      | Recorde africano (African) |                                           | Q | Classificado por posição (Qualified) |
| Recorde olímpico     | Recorde olímpico (Olympic record)            | Recorde da América    | Recorde da América (Americas)         | q                          | Classificado por melhor tempo (Qualified) |   |                                      |
| Melhor marca do ano  | Melhor marca do ano (World leading)          | Recorde asiático      | Recorde asiático (Asian)              | DNS                        | Não largou (Did not start)                |   |                                      |
| Recorde nacional     | Recorde nacional (National record)           | Recorde europeu       | Recorde europeu (European)            | DNF                        | Não terminou (Did not finish)             |   |                                      |
| Recorde pessoal      | Recorde pessoal do atleta (Personal best)    | Recorde da Oceania    | Recorde da Oceania (Oceania)          | DSQ / DQ                   | Desclassificado (Disqualified)            |   |                                      |
| Recorde da temporada | Recorde da temporada do atleta (Season best) | Recorde sul-americano | Recorde sul-americano (South America) | NM                         | Sem marca (No mark)                       |   |                                      |